# 香南のいちインターチェンジ
香南のいちインターチェンジ（こうなんのいちインターチェンジ）は、高知県香南市野市町東野にある高知東部自動車道（南国安芸道路）のインターチェンジである。
南国安芸道路の通行料金は無料のため、料金所はなし。計画段階では、野市インターチェンジ（のいちインターチェンジ）として計画されていた。

## 歴史
- 2010年（平成22年）10月14日 : 当ICの名称を「野市IC」から「香南のいちIC」で正式決定[1]。
- 2014年（平成26年）3月9日 : 香南のいちIC - 香南かがみIC間開通に伴い供用開始[2]。
- 2025年（令和7年）3月15日 : 高知龍馬空港IC - 香南のいちIC間開通[3]。

## 接続する道路

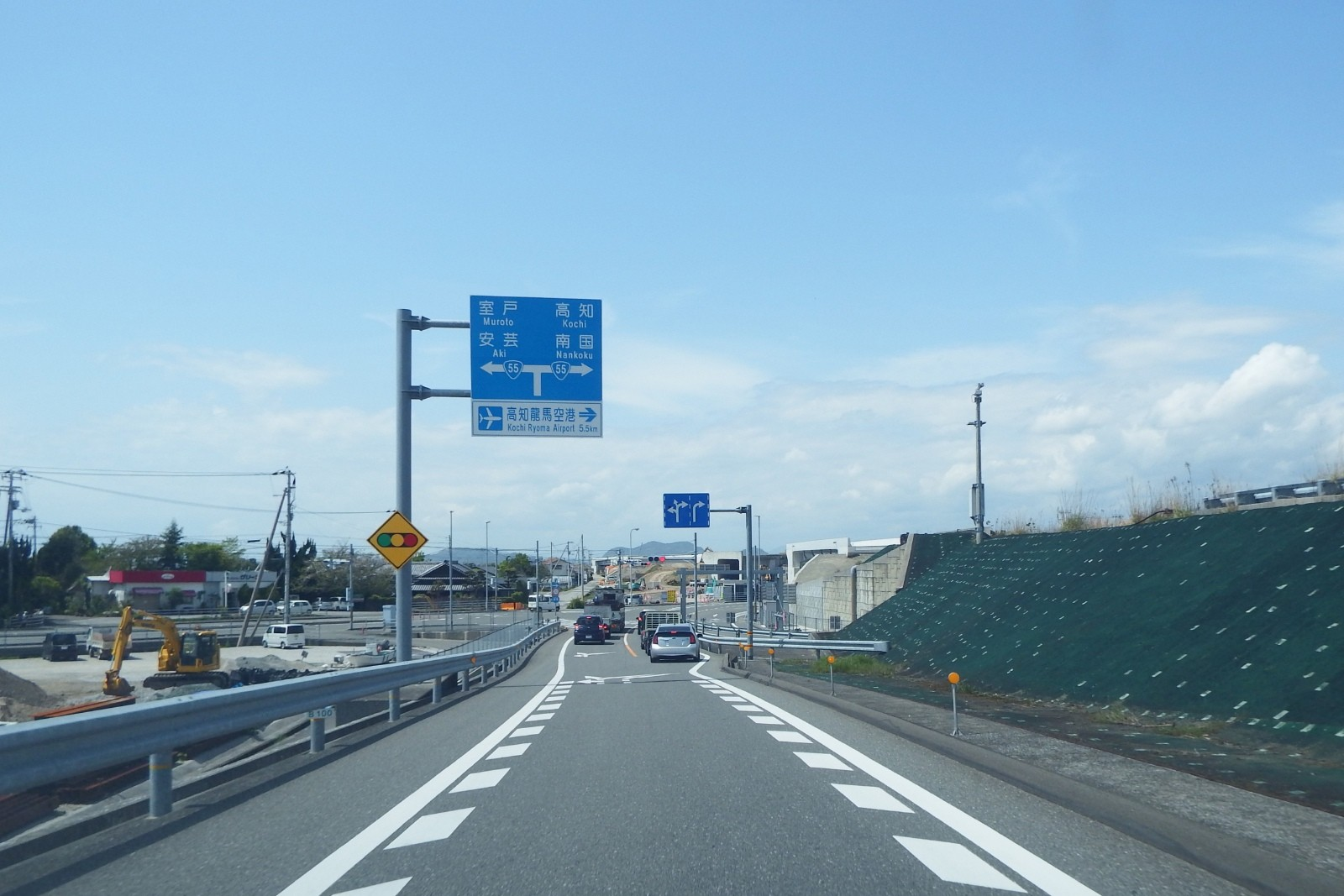
上り出口と国道55号との合流地点

- 国道55号

## 周辺
- のいち駅 （土佐くろしお鉄道ごめん・なはり線）

## 隣
E55 高知東部自動車道（南国安芸道路）
(4) 高知龍馬空港IC - (5) 香南のいちIC - (6) 香南かがみIC